# 学校の階段
『学校の階段』（がっこうのかいだん）は、櫂末高彰による日本のライトノベル。イラストは甘福あまねが担当している。第7回エンターブレインえんため大賞優秀賞受賞作。ファミ通文庫（エンターブレイン）より2006年1月から2012年11月まで刊行された。2007年4月時点で累計部数は20万部を記録している。
メディアミックスとして、2007年に実写映画化され、2010年にエンターブレインが配信するウェブコミック配信サイト『ファミ通コミッククリア』において漫画版（作画：芳井アキ）が連載された。

## あらすじ
これといった明確な目標も目的も無く、ただ漫然と学校生活を送っていた少年・神庭幸宏はある日、学校の階段にて、突然に背中から風を感じる。振り返った彼の目に飛び込んできたのは、静まりかけた放課後の空気をかき乱し、階段を全力疾走する小柄な女子生徒だった。その後、ある出来事から、非公認部活動「階段部」と出会うこととなる。

## 登場人物

### 天栗浜高校

#### 階段部部員
神庭 幸宏（かんば ゆきひろ）
天栗浜高校1年3組⇒2年生
本作の主人公。両親を亡くし、伯父夫婦にひきとられたのだが伯父夫婦が海外出張をしていて、従姉である神庭姉妹と暮らすことになった為、井筒にエロゲー設定と揶揄されたりする。本人は自覚していないが意外と天然である。「その天然のゆえに、無意識に正解を引き当てる」とは刈谷の評。彼のジャージの絵柄は「弁当片手に走るハムスター」。希春が彼に持たせる『LOVE弁』を茶化したものである。
安定した能力を見せるオールラウンダーではあるが、これといって飛びぬけたポテンシャルを持たず、持ちタイムはそれほどよくなかった。だが、最適ではあるがいささか無謀なコースを選んだり、予知能力にすら見える鋭い「勘」による危機回避を見せたりと、能力的に謎が多い。後の部長戦・ショットではVターン（後述）を使えるようになっている。九重からは「缶バッジ」と呼ばれている（ただ似ているという理由だけで「カンパン」と呼ばれたことも）。
遊佐に生徒会長に立候補するよう言われ、しばらく悩んだ末に自分自身の本質に気づきそれを決意した。選挙では当初苦戦を強いられたものの、階段部のバックアップや御神楽と正々堂々と競い合う中で精神的に急成長を遂げ、信任投票の結果、次期生徒会長に当選した。その後の生徒会主催のお疲れ様会で最後のダンスの際、三島・美冬・希春・御神楽の4人からダンスを申し込まれたが、アクシデント（筋肉研究部の乱入）により選ぶ事は出来ずに終わる。バレンタインにも三島・御神楽・美冬から本命と思われるチョコを貰う。そして、最後に刈谷から「後継者」の二つ名を与えられる。時系列的に最新エピソードとなる短編「盂蘭盆会」でも彼を取り巻く状況は大きく変わっていないようだが、美冬と良い雰囲気である。
九重 ゆうこ（ここのえ ゆうこ）
天栗浜高校3年6組⇒大学生
階段部の部長であり創部者。元陸上部の障害物競走のエース。非常に強引で我侭。アグレッシブな言動に周りは振り回され通しである。状況を見ずに突っ走りすぎてピンチを招くことも多く、部員達からツッコミの集中砲火を浴びる事もある。人にニックネームを本人の許可無く付けては、ブーイングされており、その上ネーミングセンスはあまり無い。背が伸びず、ハードル走の成績が後輩に追い抜かれてしまい、落ち込んでいたところを、健吾に「階段レース」という彼女にとって意味不明な行為によって励まされた。結果、彼女は自信を取り戻したものの、陸上部に戻ることは無く、刈谷を引きずり込んで『階段部』という怪しさ全開の非公認部活動を創設する結果になってしまった。刈谷以外の部員は（程度や状況の差はあれ）彼女が強引に引っ張ってきた。部のマークのハムスターは彼女のデザイン。ジャージの絵柄は「小柄で元気一杯のハムスター」。
ハードル走を突き詰めていた陸上時代の経験から、ステップのテンポを活かした短距離での高効率加速と、ハードルまでの距離の見切りをいかした最短歩数での無駄の無い走りを見せ、廊下などの直線コースでは敵無し。そのため、「静かなる弾丸」という二つ名を持つ。合格した大学でも階段部を作ろうと画策している。
体育祭の部対抗リレーでは、自ら志願してハムスターの着ぐるみ姿で出走し、女子陸上部用の障害として用意されたハードル（階段部用の障害はスタート前に踏み台昇降を行うことで、ハードルを越える必要はない）を飛び越えつつ陸上部の選手を猛追、二位で三枝にバトンを渡すという非常識な活躍ぶりを見せる。
刈谷 健吾（かりや けんご）
天栗浜高校3年生⇒大学生
階段部の副部長であり、元執行部部員。引き締まった肉体と精神の、砂漠の鷹のような鋭い気配を漂わせる青年。しかし、もっぱら暴走しやすいゆうこのツッコミ兼ストッパーになってしまっている。他の部員たちからは頼れる存在であり、日常の階段部のほとんどを取り纏めている。執行部に所属していたことから、現在も遊佐の陰謀で頻繁に執行部の手伝いに駆り出されている。そのため、ゆうこの独断独裁を許してしまうことがある。「階段を走る」という行為に最初に取り付かれた人物で、執行部時代に放課後の校内の戸締りの役を自ら買って出て、夜な夜な階段を疾走していた。ゆうこが『階段部』を創設したことから、彼自身、「これ以外に自分の進むべき道は無い」と確信するに至る。ジャージの絵柄は「少し尖った感じのハムスター」。口癖は「まだ、先はある」。
全体的に高いレベルで能力が安定しており、階段部最強の走り手。階段の踊り場を、高速で鋭角に一歩で曲がりきる走法を得意とする。これは彼自身の「体技」だけでなく、踊り場の歪み・傾き・凹み等を階段ごとに熟知していなければならず、実質この技を完全に使用できるのは彼だけであった。ゆえに、ゆうこから与えられた二つ名は「必殺Vターン」だが、彼自身はあまり気に入っていないようである。なお未完成ながら、前側を取られてVターンを封じられた場合、踊り場にて一歩踏み出してから相手を追い抜く「全速疾走の状態から、直角にベクトルを流しきる屈折走法」、Lターンを見せる。彼の走りに、まだ果ては見えない。
天ヶ崎 泉（あまがさき いずみ）
天栗浜高校（1年2組⇒）2年1組⇒3年生
長い艶やかな黒髪に長身の美少女。毎年、この高校には3人の美人が入学してくるという「三女神の伝説」により「女神委員会」から2年生三女神の1人、『雷（いかづち）の女神様』に選ばれている。元はテニスにのめりこんでいたが、自分の高貴な「家柄」が、そのままテニスの「実力」になってしまう（贔屓される）事を感じ取り、彼女はラケットを捨てる。大富豪の令嬢であるがそれを鼻にもかけず、むしろ自分の家柄を指す「天ヶ崎」の名を嫌い、「いずみ」と部員から名前で呼んでもらうことを望む。ジャージの絵柄は「漆黒の翼と天使の輪をもつハムスター」。
能力的には飛びぬけたところは無く、ごくごく普通な走り手だが、廊下全体の状況を把握して、下り階段ではテニスで鍛えぬいた下半身の力で「壁や天窓を蹴って高速で飛び降りる降下走法」を得意とし、とにかく下りではVターンですら追いつかない独壇場。飛び降りる際に黒髪が翼の如く広がることから、「黒翼の天使」という二つ名を持つ。本人は「女神」よりもこちらの名の方を気に入っている様子。三枝の協力と練習を積み重ねた結果、新しい技として、天井などを使って立体的に障害物回避出来るようになった。また、上り階段では壁と手すりを使っての跳躍を会得したが、階段レースでは手すりに触れてはいけないため使用できない。
3年生卒業に伴う「階段部次期部長選考総当たり戦」を見事に勝ち抜き、階段部新部長に就任する。
三枝 宗司（さえぐさ そうじ）
天栗浜高校2年2組⇒3年生
メガネをかけた、理知的な雰囲気の天栗浜高校2年生。いつも日の当たらないところで、ノートパソコンをカタカタさせている根暗な性格だが、意外に後輩の面倒見がよく、ジョークへのノリもよく、ゆうこのアグレッシブな言動を押しとどめようとする幸宏に、思わぬ方向から援護射撃を突き刺す事も。「サエさん」というあだ名でゆうこに呼ばれ、後に「サエぽん」に昇格（?）する。ちなみに階段部に造反した際には「ポン」に降格（?）させられた。
今では丸くなったが、もともとは自己至上主義的、過剰懐疑的な脳内毒舌家で、自分以外の人間をすべからず見下していた。また、他の人に害が及ばないようにするため、責任を全て自分ひとりで背負い込もうとする面もある。過去、健吾に階段レースで敗北し、その敗北の雪辱を果たすために階段部に入った。しかし、徐々に階段部に自分の居場所を見出し始め、自分と他の部員の精神的美醜の落差に苦悩し、階段部からの退部の為に部員全員に挑んだ経緯を持つ。ジャージの絵柄は「ノートPCを手にした、メガネをかけたハムスター」。
体技は平均以上でまとまっているが、元々インドアな生活を送っていたので成長には限界がある。そのため彼はクラッカー時代に培った情報処理能力を生かすスタイルを選択し、膨大な校内の情報を収集・記憶する事により、瞬時にリアルタイムでの最適なラインの検索が可能である。それゆえに、ゆうこから授かった二つ名は「天才ラインメーカー」。彼もこの二つ名を変だと評した。造反時には他の全部員に対して勝てると宣言し、井筒・天ヶ崎・ゆうことのレースに連勝する（幸宏とのレースは中断）が、最後の刈谷とのレースでは見城の告白に動揺し、半歩の差で負けてしまった。
井筒 研（いづつ けん）
天栗浜高校1年4組⇒2年生
ツンツンした髪と不良のような顔が特徴の天栗浜高校1年生。ゆうこと一緒にいるために階段部に入った。幸宏とは良く張り合うライバルである（彼が一方的に突っかかる事の方が多い）。九重ゆうこにほとんど信仰めいた好意を抱いている。ゆうこのジャージを着ていた凪原に告白を「誤爆」してしまい、窮地に陥った事もある。性格的にはおおむね単純熱血バカで、言葉遣いも荒いため些細なことからトラブルになりやすい上、特にゆうこが絡むと周りが目に入らずに暴走する傾向がある。
体力はそこそこだが経験不足は否めない。しかし、ひょんなことから三枝に関節の柔軟性を見出されたことをきっかけに、鋭角なターンを駆使し、人や障害物との衝突を回避する技を身につけはじめる。二つ名は「月光ダンシングステップ」。ゆうこ曰く「ナギナギ」の『月の女神様』とかけているとの事。最終巻ラストで登場する「井筒奈美」は彼の妹。

#### 生徒会関係者
遊佐 由宇一（ゆさ ゆういち）
天栗浜高校3年生⇒大学生
天栗浜高校生徒会会長。囲碁部員（部員は彼1人）。端正で中性的な顔立ちの青年で、飄々としてつかみ所の無い印象だが実は腹黒く、その地位を利用して数々の陰謀を巡らし、階段部を翻弄する。ゆうこを挑発して不利な条件を押し付けるのを得意としている。刈谷を「刈やん」と呼ぶ。彼のギャグは一般生徒に評判が悪い。ちづるに好意を寄せている。
刈谷いわく「平穏よりも騒乱を好む」「凪いでいる水面に波風を立て、穏やかな空に嵐を起こす。秩序よりも混沌。整然よりも坩堝」「最も生徒会長にしてはいけない男」だが「外面は本当に良い」。
生徒会長は「生徒が生き生きと活動できる『場』を作る」役割を担うと考えている。それとは異なる考えを持つ御神楽が生徒会長になることを阻もうと、『場』を創造する力がある（存在自体が周囲の空気を変えてしまう）幸宏に生徒会長に立候補するよう依頼する。
中村 ちづる（なかむら ちづる）
天栗浜高校3年生⇒大学生
天栗浜高校生徒会執行部部長。融通の利かない典型的な「委員長」タイプ。眼鏡着用。刈谷健吾に密かに好意を持っているが、内心ですらもその事を認めようとしない。刈谷を奪った階段部を目の仇としており、特に九重ゆうことは犬猿の仲。しかし、卑怯な陰謀で彼らを陥れる事には抵抗もある様子。「階段部」という色眼鏡さえなければ、刈谷とゆうこ以外には特に悪感情を抱いているわけではなく、それとなく幸宏を激励したりすることもある。

##### 新生徒会役員
神庭 幸宏（かんば ゆきひろ）
新生徒会会長。#階段部部員を参照。
御神楽 あやめ（みかぐら あやめ）
天栗浜高校1年3組⇒2年生
新生徒会副会長。天栗浜高校1年。本当は去年も1年生として在籍していたが、冬休みからカナダへ留学していたため、再び1年生として幸宏と同じ1－3へ編入してきた。ウェーブのかかった髪と大きな半月形の瞳を持つ、フランス人形を思わせる外見の美少女で、三女神を決める際に在籍していたら間違いなく選ばれていたであろうと言われるほどの美人である。
昨年生徒会長に立候補したが、遊佐に敗れる。3年生や2年生にも支持者がいる今年、再び立候補することに。外面は非の打ち所が無いが内心は腹黒く計算高い。他人を「手駒」や「犬」扱いする。生徒会長は「皆を纏める（縛る・従える）」ものであるという考えがある。当選の暁には真っ先に階段部を潰そうと考えている。父親は山上桔梗院学園高校の理事長の御神楽総輔。自分を「過小評価」する父親に反発し、自分の力を示そうと、あえて天栗浜高校へ入学した。
選挙では半ばまで幸宏を圧倒したが、幸宏の食らいつきに不安を抱いた仲間と水戸野の手により監禁されるが、自分の好機を蹴っても助けに来た幸宏の前で、押し込めていたものを解放し、自分と向き合った。選挙は自業自得として辞退したにもかかわらず、投票の3分の1の票を集め、幸宏から副会長に指名され釘を刺しつつも受諾した。バレンタインに幸宏にチョコ（美冬いわく「ニブい人を自分に振り返らせるチョコ」）を渡した1人で幸宏に好意を持っている。また、彼女は何故自分が幸宏のことを好きになったかわからない模様。
角井 美冴（つのい みさえ）
天栗浜高校2年生⇒3年生
新クラス委員長。天栗浜高校2年生。御神楽の友人で取り巻きの1人。御神楽とは中学校からの付き合い。同じ中学校からの付き合いである鬼頭とは仲が悪い。いつも難しそうな顔をしている。行動を起こす時にリップクリームを塗る。
鬼頭 いすず（きとう いすず）
天栗浜高校2年生⇒3年生
天栗浜高校2年生。御神楽の友人で取り巻きの1人。御神楽、角井とは中学校からの付き合い。角井とは御神楽をめぐって争いが絶えない。生徒会には御神楽が生徒会会長になることを見越して副会長に立候補したが、幸宏が生徒会会長に当選し、御神楽が彼の意向により副会長に就任したため、生徒会役員ではない。しかし御神楽の意向で副会長書記の立場に置かれており、生徒会に出入りしている。
平城 真子（ひらき まこ）
天栗浜高校2年生⇒3年生
新文化委員長。天栗浜高校2年生。御神楽の取り巻きの1人。美術部部員。実子とは双子で、外見はそっくりである。明るさがどこまでも突き抜けてしまう。お洒落で制服をカスタムしてる。マヨラー。
平城 実子（ひらき みこ）
天栗浜高校2年生⇒3年生
新保健委員長。天栗浜高校2年生。御神楽の取り巻きの1人。美術部部員。真子とは双子で、外見はそっくりである。明るさにセーブが利く。
小山内 衿子（おさない えりこ）
天栗浜高校2年生⇒3年生
新風紀委員長。天栗浜高校2年生。御神楽の取り巻きの1人。料理が得意。胸が大きいが、本人はそれを気にしている。
宇多川 宙（うたがわ そら）
天栗浜高校2年生⇒3年生
新図書委員長。天栗浜高校2年生。御神楽の友人で取り巻きの1人。時々意味の分からないことを言うが、あやめは理解できる。ぼんやりしているが、かなり頭が回る。
舘 泰晴（たち やすはる）
天栗浜高校2年生⇒3年生
新体育委員長。天栗浜高校2年生。筋肉研究部部員。とても気が小さい。
植村 克美（うえむら かつみ）
天栗浜高校1年7組⇒2年生
新生徒会書記。天栗浜高校1年生。書道部部員。上がり症。ドジっ子。
生野 有理須（しょうの ありす）
天栗浜高校1年7組⇒2年生
新生徒会会計。天栗浜高校1年生。算盤の段位を持っていて、四桁の掛け算を十秒以内に暗算できる。一日に十時間寝る。
的場 咲夜（まとば さくや）
天栗浜高校2年生⇒3年生
新生徒会執行部部長。天栗浜高校2年生。御神楽の取り巻きの1人。

#### 天栗浜高校生徒

##### 1年生
神庭 幸宏（かんば ゆきひろ）
天栗浜高校1年生。階段部員。#階段部部員を参照。
井筒 研（いづつ けん）
天栗浜高校1年生。階段部員。#階段部部員を参照。
御神楽 あやめ（みかぐら あやめ）
天栗浜高校1年生。新生徒会副会長。#新生徒会役員を参照。
三島 真琴（みしま まこと）
天栗浜高校1年3組⇒2年生
天栗浜高校1年生。女子陸上部員で幸宏とはクラスメイト。姉御肌で仕切るタイプ。陸上部と階段部の「対決」以来、幸宏に興味を示してくる。凪原からは名前の真ん中を取って「ママちゃん」と呼ばれる。彼女も幸宏にチョコ（御神楽と同じもの）を渡した1人。「女神様候補推薦会議」では1年生三女神候補に挙げられている。
凪原 ちえ（なぎはら ちえ）
天栗浜高校1年4組⇒2年生
天栗浜高校1年生。映画研究部部員で井筒とはクラスメイト。通称「ナギナギ」。内気なメガネ少女。『雷の女神様』こと天ヶ崎のファンで、ドキュメンタリー映画を撮ると言う口実で階段部（と言うより天ヶ崎）を取材していた。しかし、その後の井筒の告白（九重ゆうこに告白するはずだったが彼女のジャージを着ていた凪原に誤って告白してしまった）により、井筒に好意を抱くようになる。後に「女神委員会」から1年生三女神の1人、『月の女神様』に選ばれている。
吉田 行祐（よしだ ゆきひろ）
天栗浜高校1年3組⇒2年生
天栗浜高校1年生。幸宏のクラスメイトであり親友。男子バスケ部員だがあまりやる気はない。若干薄い色の髪でメガネを掛けている。ややナンパな性格でノリは軽く、いつも渡辺と共に幸宏に他愛もないバカ話をしてくるが友達思いでもあり、幸宏からも「大切な友達」と思われている。幸宏が階段部に入部する際、階段部に対する周りの悪評から渡辺と共に入部に反対するが、彼が入部した後も変わらない態度で接しており、逆に「負けんなー、階段部。」とエールも送っている。
後に渡辺と共に「女神委員会」のメンバーになり、2人で凪原を推薦した。「女神委員会」に対しては大きな情熱を持っており、委員会会議で荒れる議論の中で「女神委員会」が何たるかを熱弁した。その活躍もあってか、後に新「女神委員会」会長に選ばれている。最終巻で下の名前が「ユキヒロ」であることが判明し、幸宏や渡辺とは同名のよしみで仲良くなったことが明かされた。
渡辺 雪比呂（わたなべ ゆきひろ）
天栗浜高校1年3組⇒2年生
天栗浜高校1年生。幸宏のクラスメイトであり親友。男子バスケ部部員だがあまりやる気はない。ややナンパな性格でノリは軽く、いつも吉田と共に幸宏に他愛もないバカ話をしてくるが友達思いでもあり、幸宏からも「大切な友達」と思われている。バスケ部部長であり、2年生三女神の1人である見城遥に惚れており、彼女が三枝と付き合った際は大きなショックを受けていた。幸宏が階段部に入部する際、階段部に対する周りの悪評から吉田と共に入部に反対するが、彼が入部した後も変わらない態度で接している。
後に吉田と共に「女神委員会」のメンバーになり、2人で凪鳥を推薦した。後には吉田の「女神委員会」会長就任に伴って新「女神委員会」副会長に就任する。最終巻で下の名前が「ユキヒロ」であることが判明し、幸宏や吉田とは同名のよしみで仲良くなったことが明かされた。
前田（まえだ）
天栗浜高校1年3組⇒2年生
天栗浜高校1年生。幸宏のクラスメイトで友達の1人。1年3組のクラス委員であるが、クラスにより統率力のある御神楽や三島がいるため、あまり役目を果たせていない。
石井 隆弘（いしい たかひろ）
天栗浜高校1年3組⇒2年生
天栗浜高校1年生。幸宏のクラスメイトで友達の1人。全国クラスの実力を持つバドミントン部部員で本人も鍛えられており、幸宏と友人たち6人で行った階段レースでは幸宏と同率2位だった。
山田 翔子（やまだ しょうこ）
天栗浜高校1年4組⇒2年生
天栗浜高校1年生。レスリング部部員。井筒、凪原とはクラスメイト。面倒見の良い姉御肌で女子の人気が高い。井筒と凪原をくっつけようと画策する。
男子にはきつい態度をとるのでクラス内の男子からは陰で「鬼嫁」と呼ばれている。が、実は幼い4人の弟妹がおり、兄弟姉妹への面倒見は良い。また部活動でも人一倍努力をしている。それでいて普段はそんな素振りを見せずにあくまで強気な態度をとる健気な性格。そのようなギャップ萌えの要素などから「女神委員会」により1年生三女神の1人、『太陽の女神様』に選ばれている
加藤 博文（かとう ひろふみ）
天栗浜高校1年8組⇒2年生
天栗浜高校1年生。放送部部員。自称「放送部期待の星」。その軽妙な喋りは、校内の実況中継などにその姿を見ることが多い。父親は同校校長の加藤博正。
上原 莉梨子（うえはら りりこ）
天栗浜高校1年1組⇒2年生
天栗浜高校1年生。「女神委員会」により1年生三女神候補に挙げられた1人。色白で丸顔の美少女でかなりのナイスバディ。笠地蔵にならったのか雨晒しになっている石像に傘を貸すなど、天然である。なお、今回の「女神様候補推薦会議」では堂々の1位であった。
後に外伝の「学校の外階段」にて、イラスト付きでレギュラー出演する。1年生三女神の1人、『星の女神様』であることが明かされ、外伝主人公の水川徹紀を持前の天然気質で振り回している。
今井 静（いまい しずか）
天栗浜高校1年1組⇒2年生
天栗浜高校1年生。図書委員。「女神委員会」により1年生三女神候補に挙げられた1人。メガネをかけた黒髪の文学少女。読書に集中すると周りが見えなくなる。
阿南 桜（あなん さくら）
天栗浜高校1年2組⇒2年生
天栗浜高校1年生。ミステリーサークル所属。「女神委員会」により1年生三女神候補に挙げられた1人。おかっぱ頭で無表情な少女。何かを吸い取られそうな不気味な吸引力を持ち、誰に対しても敬語で淡々と喋る。一部の生徒からは『魔法使い』『現代によみがえった魔女』と呼ばれている。
嘉尾 さつき（かお さつき）
天栗浜高校1年5組⇒2年生
天栗浜高校1年生。茶道部部員。「女神委員会」により1年生三女神候補に挙げられた1人。直毛の黒髪を首の後ろで束ねた切れ長の瞳の少女。和服がよく似会い、普段の生活でもよく着ているらしい。子供のころからお茶を習っているそうで、1年生ながら茶道部で一目置かれている。
坂品 空（さかしな そら）
天栗浜高校1年6組⇒2年生
天栗浜高校1年生。空手部部員。「女神委員会」により1年生三女神候補に挙げられた1人。小柄な少女で、一心に空手に打ち込むひたむきな性格。テニス部の近衛が好き。
佐山 香帆（さやま かほ）
天栗浜高校1年6組⇒2年生
天栗浜高校1年生。バドミントン部部員。「女神委員会」により1年生3女神候補に挙げられた1人。長い髪をポニーテールにした少女。笑顔の絶えない明るい性格。同じバドミントン部の恵利花とは仲が良く、ダブルスを組んでいる。
与田 恵利花（よだ えりか）
天栗浜高校1年6組⇒2年生
天栗浜高校1年生。バドミントン部部員。「女神委員会」により1年生三女神候補に挙げられた1人。短めのボブカットをした少女。あまり表情を変えない冷静な性格。同じバドミントン部の香帆とは仲が良く、ダブルスを組んでいる。
植村 克美（うえむら かつみ）
天栗浜高校1年7組⇒2年生
天栗浜高校1年生。書道部部員。「女神委員会」により1年生三女神候補に挙げられた1人。後に新生徒会役員書記に就任。
生野 有理須（しょうの ありす）
天栗浜高校1年7組⇒2年生
天栗浜高校1年生。「女神委員会」により1年生三女神候補に挙げられた1人。後に新生徒会役員会計に就任。
帳 桂子（とばり けいこ）
天栗浜高校1年8組⇒2年生
天栗浜高校1年生。「女神委員会」により1年生三女神候補に挙げられた1人。メガネをかけた委員長タイプの少女で8組のまとめ役。冷たい小言をよく言う。
遠野 祐来（とおの ゆき）
天栗浜高校1年10組⇒2年生
天栗浜高校1年生。「女神委員会」により1年生三女神候補に挙げられた1人。セミロングの髪の少女。女子からの人気が高いらしく、女の子友達が多い。
水川 徹紀（みずかわ てっき）
天栗浜高校1年8組
外伝「学校の外階段」の主人公。何事も適当にやる主義だが、莉梨子との調査により徐々に考えが変わっている。克美とは幼馴染。
7つ上の姉がいて、徹紀とは違い様々な物事に興味があるらしい。現在その姉は「旅に出ます」という1通のメールを最後に失踪している。
近衛 雄飛（このえ ゆうひ）
天栗浜高校1年6組
天栗浜高校1年生。男子テニス部部員。男子テニス部のエース。スポーツ刈りだが、顔つきが幼く、悪戯少年を思わせる。嘉尾と中学が同じだった。
堂島 朋樹（どうじま ともき）
天栗浜高校1年生。男子テニス部部員。角刈りで、いかにもスポーツ少年という風貌。女子テニス部の瀬野に好意を抱いている。

##### 2年生
天ヶ崎 泉（あまがさき いずみ）
天栗浜高校2年生。階段部部員。2年生三女神の1人、『雷の女神様』。#階段部部員を参照。
三枝 宗司（さえぐさ そうじ）
天栗浜高校2年生。階段部部員。#階段部部員を参照。
神庭 美冬（かんば みふゆ）
天栗浜高校2年生。女子テニス部部員。2年生三女神の1人、『氷の女神様』。#神庭姉妹を参照。
見城 遥（けんじょう はるか）
天栗浜高校（1年2組⇒）2年生⇒3年生
天栗浜高校2年生。女子バスケット部部長。三枝宗司に好意を持っている。ヤンデレ気味。「女神委員会」から2年生三女神の1人、『炎の女神様』に選ばれている。最終巻では「階段部のほうが大事なんだ」という発言をし、三枝を戸惑わせたものの三枝の本音がでて、さらに仲は良くなったと想われる。
二ノ宮 京子（にのみや きょうこ）
天栗浜高校2年生⇒3年生
天栗浜高校2年生。女子陸上部部員。ハードル走の選手。通称「ニノ」。中学から陸上部時代の九重ゆうこの後輩で、一番懐いていたが彼女の突然の引退から外面上は彼女を恨んでいる。試合の後でゆうこと話し、それなりに仲直り。いずみにはあまり好意は抱いていなかったが、後にそれが自分勝手なことだったと気付く。
瀬野 亜紀（せの あき）
天栗浜高校2年生⇒3年生
天栗浜高校2年生。女子テニス部部長で美冬の親友。二ノ宮ら親しい人たちからは「アッキー」と呼ばれている。ショートカットの髪と小麦色の肌を持つ明るい性格の女の子で、男・女両テニス部部員から慕われている。その性格からか、作中の2年生関係者のほとんどと交友関係を持っている。
天ヶ崎とは中学校のテニス部からの付き合いで、中学校のとある出来事からテニスをやめてしまった彼女を気にかけていた。天ヶ崎にテニスに戻ってきてほしいという気持ちはあるが、階段部に入ってからだんだん元気になっていく様子をみて、彼女は階段部にいるべきではないかと感じており、全部活動を巻き込んだ「天ヶ崎泉争奪階段レース」にはテニス部を不参加とした。そういった経緯からか、階段部に対しては好意的である。
また階段部で美冬の従弟ということからか、幸宏に対しても好意的。生徒会会長選挙の際、美冬の頼みで、それまで女子テニス部に独占されていたテニスコートを男子テニス部に1面だが解放し、「弱小部の活動をサポートする」ことを掲げていた幸宏の主張を支える手助けをした。
作者曰く「そんなに出てくる予定はなかったのに全編を通して以外と出番のあったキャラ」。

##### 3年生
九重 ゆうこ（ここのえ ゆうこ）
天栗浜高校3年生。階段部部長。#階段部部員を参照。
刈谷 健吾（かりや けんご）
天栗浜高校3年生。階段部副部長。#階段部部員を参照。
遊佐 由宇一（ゆさ ゆういち）
天栗浜高校3年生。生徒会会長。#生徒会関係者を参照。
中村 ちづる（なかむら ちづる）
天栗浜高校3年生。生徒会執行部部長。#生徒会関係者を参照。
合田 孝三（ごうだ こうぞう）
天栗浜高校3年6組
天栗浜高校3年生。筋肉研究部部長。ゆうこと同じクラスらしい。部員一同、筋肉を鍛え、誇示する事に生き甲斐を見出しており、彼はその筆頭である。彼らに勧誘されかけたところをゆうこに救われた（?）のが、幸宏が階段部に引きずり込まれる事になったそもそものきっかけである。しかし彼らは幸宏を気に入っている模様。基本的にはコミックリリーフだが、レースの最中などにちょくちょく登場して幸宏を手助けする。生徒会長選において、彼ら筋肉研究部を馬鹿にした御神楽に切れた幸宏の「筋肉を馬鹿にするな！」という言動が1つの鍵となる。
第10巻で初めて下の名前とビジュアルが公開された。
木村 篤（きむら あつし）
天栗浜高校3年生。電脳研究会会長。髪を肩まで伸ばしている。
姉川 清美（あねかわ きよみ）
天栗浜高校3年生。保育部。フランケンシュタインのような風貌をしている事から「フランケン」と呼ばれている。外階段第2巻で初めて学年と氏名、イラストが公開された。1年生の坂品空と幼なじみ。

#### 教員
神庭 小夏（かんば こなつ）
#神庭姉妹を参照。
大津 大（おおつ まさる）
天栗浜高校教諭。1学年の学年主任。生徒会執行部の顧問。天栗浜高校に来る前は不良だらけの「平和商業」にいた。長年天栗浜高校に勤務しているため、他の教師達からは一目おかれている。秩序や規則にうるさく、階段部を敵視しているが、実際には話せるところもある。「たとえ生徒が教師を信頼していなくとも教師は生徒を信頼しなければならない。」「教師が生徒を見限ってはいけない。」などという発言もあり、熱い面もある。成り行きとはいえ、階段部の責任を取る立場となった。刈谷が突然執行部を辞めたことが心の隅で引っかかっている。
加藤 博正（かとう ひろまさ）
天栗浜高校の校長。陸上部の顧問。階段部を作る前の九重ゆうこにとっての恩師である。
階段部に対して嫌悪感や否定的な考えを持つ教職員が多い中、九重ゆうこがいる階段部と階段レースに興味を持ち、PTAや理事会から階段部を守った。階段部を正式な部とする動きにも賛同し、陸上部と競わせたことも。階段部は正式な部にはならなかったが、その存在が黙認される要因を作った。
印旛 京士郎（いんば きょうしろう）
天栗浜高校1年8組担任。寮の手伝いをしている。
ボサボサの髪に無精髭を生やし、猫背気味なので歳より老けて見えるが、まだ20代後半。

### 山上桔梗院学園高校
寺城 源八郎（てらしろ げんぱちろう）
山上桔梗院学園高校3年生。刈谷とゆうことは中学時代の同級生。実家は居合道の道場。剣道と居合道の段位を持っていて、武道の達人の動きに近い動きができる。強面で高校生とは思えないほどの風格がある。かなり大雑把な性格。お茶は計ったかのように適温かつ丁寧に注ぐが、お茶うけは手づかみという雑さである。規則で雁字搦めにされている山上桔梗院学園高校に革命を起こそうとしている。
刈谷曰く「無駄に暑苦しい」。ゆうこからは「ゲンちゃん」呼ばわりされ、「下僕二号」扱い（一号は刈谷）されているらしい。波佐間らには「イメージが違う」と大受けだった。水戸野のことを気に掛けている。
槙島 愛（まきしま あい）
山上桔梗院学園高校1年生。慎の妹だが、兄の暴走ぶりには度々迷惑させられている。凪原の親友で「マキマキ」と呼ばれている。共に天ヶ崎に憧れていたが、凪原が井筒に興味を持ち始めた時に一時期喧嘩をした。
槙島 慎（まきしま しん）
山上桔梗院学園高校2年生。愛の兄。重度のシスコン。坊主頭で少々いかつい顔をしている。三島曰く「普段は場を盛り上げてくれる面白い人だが、妹のこととなると見境がなくなる。」。中学時代は陸上部所属。短距離走の選手で、全国大会の出場経験もある。
波佐間 勝一（はざま しょういち）
山上桔梗院学園高校2年生。色白でアイドルを思わせる美形。複雑な家庭の事情がある。物心ついた時には合気道の道場に通わされていて、小学校に入るとバドミントンまでするように言われ、始めた。驚異的な身体能力の持ち主。天栗浜高校で行なわれた階段レースでの対決をきっかけに、幸宏に興味を抱いている様子。後にVターンを完成させる。
波佐間家は、かつて天ヶ崎家とともに天馬グループを創設した馬渕家直系の人間である。また、小学生の時(小学4年生以上)父親が出張先で自殺し、それをきっかけに母親は寝込んでしまった。また、それ以降周囲の大人たちから天馬グループのことや天ヶ崎家の虚偽の悪口を聞かされ、天ヶ崎家に復讐するよう育てられた。そのため、天ヶ崎との遭遇を苦手としていた。が、8巻での神庭との階段レースと、希春から届けられた父からの手紙によりわだかまりは消えた。
水戸野 凛（みとの りん）
山上桔梗院学園高校2年生。自称・天才。波佐間に強い好意を寄せている。当初は銀髪だったが、8巻以降は黒色に染め直している。周囲の全てに攻撃的で、特に天ヶ崎を敵視していた。現在は天ヶ崎と仲良くなっている（というか精神的な立場がいつの間にか逆転している）。ダンサー志望だったが…。当初、御神楽と波佐間の関係を調べにきたが、不安になった御神楽派の幸宏監禁策を利用し、御神楽を閉じ込めてしまう。事を知った天ヶ崎と勝負を挑み善戦するが、己の過信から三枝の罠にかかり幸宏たちによって捕まる。その後、迎えに来た寺城やかつてのダンサー仲間たちと再会し、少し角が取れたようである。
浅沢 慶司（あさざわ けいじ）
山上桔梗院学園高校1年生。眼鏡をかけた愛嬌のある顔だち。同じ電脳系で頭脳派、パソコンを持ち歩く三枝を古いと称しライバル視している。主に携帯電話を情報端末として使用している。
寺城のあだ名を聞いたときは爆笑し、「今日一番の収穫」とまで言っていた。

### 神庭姉妹
神庭 希春（かんば きはる）
神庭家の長女、幸宏の従姉。26歳。幸宏に異常なほどの好意をもっており、その過剰とも言える愛情表現は幸宏に迷惑がられてさえいるが全く気にする様子は無い。彼を「ゆーちゃん」と呼び、隙あらばスキンシップを図ろうとする。恋人ではなく「妻です」と本気で叫んだりする。料理の腕はなかなかのもので幸宏に毎日『LOVE弁』を作っている。体育祭の時は大きな五段重につめた弁当を「全部、ゆーちゃんの」と言って、妹たち（特に千秋）から冷たい視線を浴びていた。
一方で嫉妬深い面もあり、幸宏の「浮気」を心配している。小夏の天栗浜高校への赴任が決まった時は取り乱し、嫉妬のあまり弁当に生の人参を丸ごとや蝙蝠（こうもり）の姿焼き、蛇のようなものを入れていた（しかしどれも小夏は平然としていた）。
最近（5巻以降）仕事関係の悩みを抱えている様子で、不審な行動が目立つ。
神庭 小夏（かんば こなつ）
神庭家の次女、幸宏の従姉。数学担当の新米教師で「数学は芸術」と言い切る。2巻で天栗浜高校に産休代行の臨時教師として赴任。学生からの評判はなかなか良い。普段は素っ気ないが本気の時はかなり饒舌になる。ホワイトボードやプラカードを常備しているようで、話す代わりにそれらに書いた文字で返事をすることも多い（悪口を書いて本人の後ろで掲げたりもする）。親父ギャグをいったり、返事もYESかNOかよくわからないものであったり、掴みようがない人物である。かつてはかなり派手にグレており、桔梗院学園（現・山上桔梗院学園高校）在学時は「桔梗院の夜叉姫」と呼ばれ、伝説の不良として恐れられていた。本気の時は当時の長ラン（黄金昇り龍の刺繍入り）を着て木刀を振り回す。キレると一番怖い。
神庭 千秋（かんば ちあき）
神庭家の三女、幸宏の従姉。大学1年生。身も心も体育会系で、幸宏に抱きつい（て首を絞め）たりして、神庭姉妹の中ではスキンシップが一番激しい。天栗浜高校の合宿にバスケ部の臨時コーチとして参加した際は、鬼コーチぶりをいかんなく発揮した為、幸宏が部員たちに逆恨みされる事になった。
神庭 美冬（かんば みふゆ）
神庭家の四女、幸宏の従姉。天栗浜高校（1年2組⇒）2年2組⇒3年生。女子テニス部所属でエース。あまり接点はないが三枝とはクラスメイト。テニス部部長の瀬野など親しい友人からは「ミッフィー」と呼ばれている。
常に仏頂面でつっけんどんな態度をとるが、感情を表に出すのが苦手なだけで悪意はなく、むしろ心優しい性格である。しかし彼女の幸宏への言動の数々は全て端的に彼を罵倒するものばかりであり、その内心を推し量るのはほとんど不可能に近い。実は幸宏に好意を持っており、彼が岐路に立たされた時はアドバイスをしたり、幸宏のためにお弁当を作って渡したこともある（8巻では、幸宏と踊ろうともしている。その際の健吾の発言より、健吾は美冬の思いを知っていた模様）。泉曰く「幸宏が他の女の子と一緒にいると不機嫌になる。」らしく、幸宏が三島とデートすることを知ったときは泉を巻き込んで尾行し、殺気すらうかがわせたが、ばれたらダッシュで逃げた。また、普段は幸宏のことをよく友達に話していることを瀬野がこぼした際には口を押さえて言わないよう念を押したりするなど、典型的なツンデレキャラである。
ツインテールに大きなリボンをつけた外見の美少女で、その性格も相まって「女神委員会」から2年生三女神の1人、『氷の女神様』に選ばれている。
美冬のイラストについて、原作者の櫂末高彰や担当者はイラストの甘福あまねに要望を出す一方で、「別に描いてほしいとは言ってないから」と巻数を数える毎に言うらしく、甘福曰く「美冬みたいにツンデレ化してしまった」とこぼしていた。

## 用語

### 舞台
天栗浜高校（てんぐりはま）
作品の舞台となる私立高校。
生徒の自主性を重んじており、部活動が活発に行われている。実力のある大きな部から、同好会・愛好会など小規模（中には部員1人もある）、さらには非公式の部会と、生徒会が確認しているものだけでも100を超えるという。
立地が高低差のある地形であるため、とある校舎の4階が別校舎では1階に相当するなど、建物の構造は複雑である。
山上桔梗院学園高校（やまがみききょういんがくえん）
歴史ある地元の有名校・桔梗院学園と、新興から間もない山上の2校が統合してできた学校。
資金力から設備や環境が他の学校よりも高い。また、特待生制度があり、実力が認められた生徒には相当の環境が用意される。生徒は、一般家庭から名家出身者まで幅広い。

### 階段部
ひたすら「階段を走る」という天栗浜高校の非公認部活動。他の生徒からは非公認どころか「ただの迷惑集団」と認識されており、風評はかなり悪い。
シンボルマークはハムスター。階段部のジャージのハムスターのマークは各個人ごとに絵柄が異なり、各部員のイメージをモチーフにしている。
活動内容
部の基本活動は、謝罪訓練と部活名の由来にもなっている「階段レース」である。
前者は廊下で生徒にぶつかりかけた時のための予行演習なのだが、1列に並び「すいません!!」と大声で連発するため、悪評の一因となっている。
後者はなぜ学校でレースができるかというと、急な山間に建築されたため、第一校舎における4階が、第2校舎の1階になっているなどのまるで迷路の如き構造になっている天栗浜高校にて、階段だけでなく廊下・屋上・グラウンド、果ては壁・プール施設の飛び込み台のような危険なショートカットコースから、いまだ誰も実行してはいないが職員室内を全力疾走で突っ切るなどの「学校全体を使った危険ではた迷惑な障害物競走」なのである。
「障害物」には当然「人」も含まれ、常時・下校時間・部活動の活動場所・特別行事の際における生徒総量の下調べ等が重要視され、刻々と変化する障害物の状況によって最適なコースを選び出さなければいけないため、「ただ足が速いだけ」では勝敗は決せず、「体技」と「頭脳」の両方が要求される。
部の発端
元々は放課後に刈谷が1人で行っていたが、陸上部から身を引いた九重が加わって階段部となる（刈谷・九重2年生の6月頃）。その後、九重が天ヶ崎を強引に入部させ、3Dマップをかけた階段レースで刈谷に敗北した三枝が加入。翌年春に井筒、そして、神庭が入部した。また、夏休みに天ヶ崎が一旦離脱したものの正式に入部の意思を表明。秋には三枝が退部を宣言したが後に撤回された。

### 階段レース

#### 種目
- ショットレース：ある建物の1階から最上階までの一連の階段だけを使い、最下から最上階まで走り、壁にタッチして出発点まで戻る。
- スタンダード：ある建物の1階から階段をかけ上がり、最上階の廊下を突っ切って反対側の階段を下り、最後に1階の廊下を突っ切ってゴール。
- ラリー：いくつかのポイントが指定され、その全てを通ってくればコースは指定されない。ただし、特定数の階段を通過すること等の条件が定められている。

#### ルール
レース種目や開催の状況によっては多少の変化はあるものの、ほとんどのルールは原則として共通している。
- レースは学校敷地内であれば、どこを走っても問題ないが、レース種目または開催状況に応じて制限されることがある。
- 手すりに触れることはルール違反となり、失格またはペナルティとなる。
- 人と衝突してしまった場合、その時点で失格になる。なお、ゴミ箱等に衝突した場合は失格にはならないが、ペナルティとしてその場で片付けなければならない。
- 人と衝突しそうになった場合、理由はどうあれ謝罪する。
- ラリーでは、校舎内だけでなくグラウンドも使用するため靴を履いて行われ、校舎内に入るときは靴を履き替えて走る。

以下は階段部の活動上のルールである。
- 不正防止やレース状況の把握、走者の位地特定、コースメイク等のデータ収集・分析等のため、レース参加者は基本的に発信機をつけて走る（レースの分析には、三枝製3Dマップや校内の隠しカメラなどが用いられる）。場合によっては携帯電話や無線などを所持することもある。
- タイムは測定され、結果的にその日のタイムが最も遅かった人は階段や廊下の清掃をすることになる。ただし、タイムにかかわらず全員で清掃をする日が定期的にある。なお、清掃自体は罰ゲームのようなものではあるが、「敗戦から学ぶ」ための自己分析やコースの研究として行われるものであり、執拗に階段を磨いて回って得られた知識は各自階段レースに取り入れられ、新必殺技の元ともなっている。

## 既刊一覧

### 小説

#### 本編
- 櫂末高彰（著）・甘福あまね（イラスト） 『学校の階段』 エンターブレイン〈ファミ通文庫〉、全10巻
  1. 2006年1月30日発売[13]、ISBN 4-7577-2598-1
  2. 2006年5月29日発売[14]、ISBN 4-7577-2802-6
  3. 2006年9月30日発売[15]、ISBN 4-7577-2936-7
  4. 2007年1月29日発売[16]、ISBN 978-4-7577-3331-2
  5. 2007年4月28日発売[17]、ISBN 978-4-7577-3504-0
  6. 2007年7月30日発売[18]、ISBN 978-4-7577-3629-0
  7. 2007年10月29日発売[19]、ISBN 978-4-7577-3796-9
  8. 2008年3月29日発売[20]、ISBN 978-4-7577-4077-8
  9. 2008年10月30日発売[21]、ISBN 978-4-7577-4479-0
  10. 2009年7月30日発売[22]、ISBN 978-4-7577-4984-9

#### 短編
- 櫂末高彰（著）・甘福あまね（イラスト） 『学校の階段の踊り場』 エンターブレイン〈ファミ通文庫〉、全2巻
  1. 2009年3月30日発売[23]、ISBN 978-4-7577-4765-4
  2. 2010年11月11日発売[24]、ISBN 978-4-04-726820-3

#### 外伝
- 櫂末高彰（著）・甘福あまね（イラスト） 『学校の外階段』 エンターブレイン〈ファミ通文庫〉、全3巻
  1. 2012年3月30日発売[25]、ISBN 978-4-04-727928-5
  2. 2012年8月30日発売[26]、ISBN 978-4-04-728300-8
  3. 2012年11月30日発売[27]、ISBN 978-4-04-728513-2

### 漫画
- 櫂末高彰（原作）・甘福あまね（キャラクター原案）・芳井アキ（作画） 『学校の階段』 エンターブレイン〈ファミ通クリアコミックス〉、全4巻
  1. 2010年9月15日発売[28]、ISBN 978-4-7577-3331-2
  2. 2011年3月14日発売[29]、ISBN 978-4-7577-3504-0
  3. 2011年9月15日発売[30]、ISBN 978-4-7577-3629-0
  4. 2012年3月15日発売[31]、ISBN 978-4-7577-3796-9

## 映画版
実写により映画化され、2007年4月28日に東京のシネマート六本木で公開された。同年6月9日には名古屋市のシネマスコーレでも公開された。2007年10月26日に本編に特典映像を収録してDVD化された。

### ストーリー
主人公の少女神庭里美は何事にも熱中できず、執着できない高校生活を送っていた。そんな彼女は物語の舞台「天栗浜高校」へ転校した初日、学校を走り回る迷惑非公認部活動「階段部」と初めての出会いを果たす。里美は階段部のメンバー天ヶ崎泉と衝突してしまい、彼女に怪我をさせてしまう。階段部の他のメンバーと一緒に保健室に付き添った里美は、階段部の部員である九重ゆうこから怪我をしたメンバーの代理として勧誘される。そんなトンチキな部活、いや「部」とすら認められていない集団に関わるのは嫌だ。強く拒否する彼女であったが、部長の刈谷健吾の真摯な言葉に突っぱねきれない何かを感じ、ついに階段部への入部を決意する。今ここにまた新たな一匹のハムスターが、終わりのない道へ向かい、走り出した。

### キャスト
- 神庭 里美：黒川芽以[33]
- 九重 ゆうこ：通山愛里[33]。
- 刈谷 健吾：松尾敏伸[33]
- 天ヶ崎 泉：甲斐麻美[33]
- 三枝 宗司：栩原楽人[33]
- 井筒 奈美：秋山奈々[33]
- 中村 ちづる：小阪由佳[33]
- 間宮紀子：神楽坂恵[33]
- 原田美冬：北村ひとみ[33]
- 監視員 千里：松田ちい[33]
- 監視員 綾：疋田紗也[33]
- 厚田律子：滝本ゆに[33]
- 三上貞治：木村圭作[33]
- 野田高志：並樹史朗[33]
- 主婦 真由美：三輪ひとみ[33]
- 平山周吉：森本レオ[33]

### スタッフ
- 原作：櫂末高彰『学校の階段』（エンターブレイン ファミ通文庫刊）[33]
- 監督・脚本: 佐々木浩久[33]
- プロデューサー：伊橋達彦[33]、金子正男[33]、徳永裕明[33]
- 撮影監督：金谷宏二（J.S.C）[33]
- 企画：原田学[33]、垣貫真和[33]
- 製作：近藤和裕[33]、井上文雄[33]、新巻康彦[33]、森ユキ[33]、河上京子[33]
- 照明：木村明生[33]
- 美術：畠山和久[33]
- 衣裳：小菅大地[32]
- ヘアメイク：岩本みつる[32]
- 編集：大永昌弘[33]
- 音楽：遠藤浩二[33]
- セカンドユニット監督：安里麻里[32]
- 制作：角川映画、フェイスフル、「学校の階段」製作委員会（USEN[33]、角川映画[33]、ペイ・パー・ビュー・ジャパン[33]、エンターブレイン[33]、ジー・モード[33]）
- 配給：アンプラグド[33]

### 主題歌
主題歌「スタートライン」
歌：黒川芽以
作詞：黒川芽以 作曲・編曲：遠藤浩二
エンディングテーマ「君は君だから」
歌：安次嶺奈菜子